# Hycleus deserticolus
Hycleus deserticolus là một loài bọ cánh cứng trong họ Meloidae. Loài này được Wellmann miêu tả khoa học năm 1908.